# Завод азотних добрив у Сагунто
Завод азотних добрив у Сагунто — виробничий майданчик на сході Іспанії.
В середині 1980-х років державна компанія Empresa Nacional de Fertilizantes (ENFERSA) замовила спорудження у Сагунто заводу добрив, який міг щоденно виробляти 759 тонн нітратної кислоти (продукт конверсії аміаку) та 1150 тонн азотних добрив — нітрату амонію (результат реакції нітратної кислоти з аміаком) та кальцій-аміачної селітри (отримують змішуванням нітрату амонію з вапняком чи доломітом). Особливістю майданчику було те, що він не мав власного виробництва головного напівфабрикату та мав споживати привізний аміак (при цьому підприємство розмістили у портовій зоні).
У 1988-му році завод ввели в дію, а вже наступного року ENFERSA продали приватному хімічному концерну Ercros. Останній невдовзі потрапив у скрутне фінансове становище і, хоч і зміг у підсумку відновити діяльність, проте його активи з виробництва добрив у 1995-му перейшли під контроль групи Villar Mir, яка для управління ними створила компанію Fertiberia (в 1960—1970-х роках уже діяла структура з такою назвою, заводи якої через серію поглинань також опинились серед активів Ercros).
У 1996-му завод провів модернізацію з метою збільшення своєї потужності як по нітратній кислоті, так і по аміачній селітрі/кальцій-аміачній селітрі.
У 2017-му майданчик досягнув рекордного обсягу виробництва за всю свою історію, випустивши близько 600 тисяч тонн кінцевого продукту (добрив).
З плином часу завод у Сагунто розширив свій асортимент нітратно-сульфатним добривом і розчином нітрату кальцію. У 2020-му запустили виробництво рідкої карбамід-аміачної селітри (суміш водних розчинів нітрату амонію та карбаміду із вмістом останніх 44 % та 35 % відповідно) потужністю 800 тонн на добу.